# (3921) Klementʹev
(3921) Klementʹev (1971 OH) – planetoida z pasa głównego asteroid okrążająca Słońce w ciągu 4,31 lat w średniej odległości 2,65 j.a. Odkryta 19 lipca 1971 roku.